# Tintenkuli

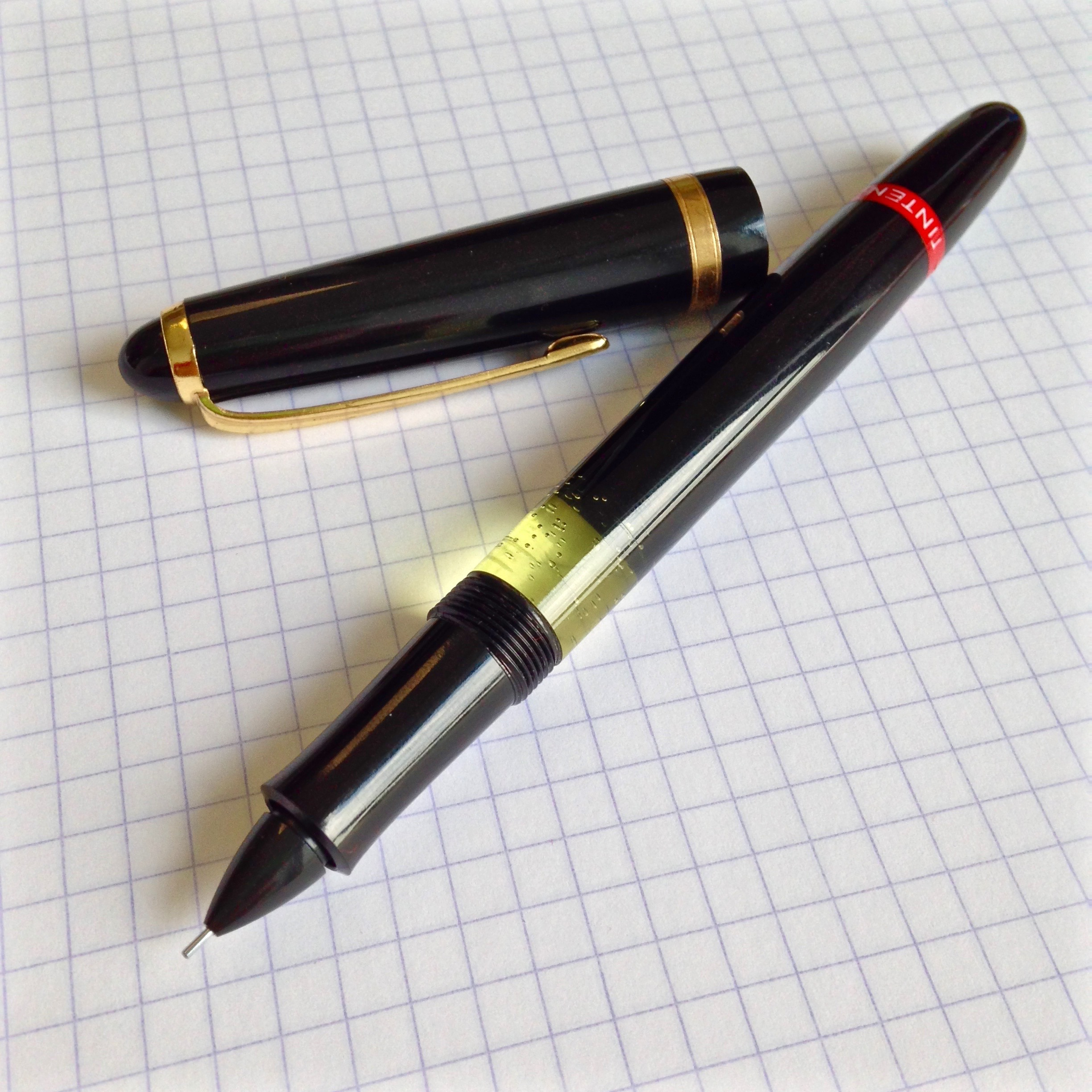
Rotring Tintenkuli

Ein Tintenkuli ist ein Schreibgerät ähnlich einem Füllfederhalter mit Kolbenmechanik, doch hat er statt der Schreibfeder eine Röhrchenfeder aus Stahl. Die Kurzform Kuli führte zur heutigen umgangssprachlichen Bezeichnung für den Kugelschreiber, obwohl dieser mit seiner Kugelspitze eine ganz andere Technik des Farbauftrags nutzt und Kuli auch nichts mit Kugel zu tun hat.

## Funktionsweise
Röhrchenfedern enthalten im Inneren eine bewegliche Stahlnadel. Dieser Dosierstift ist oben beim Tintentank fest mit einem Dosierkolben, der zugleich als Massestück dient, verbunden. Unten an der Schreibspitze ist der Dosierstift nur geringfügig abgerundet. Während des Schreibens schließt der Stift unten bündig mit dem Röhrchen ab, beim Abheben tritt er knapp einen Millimeter weit heraus.
Er dient dazu, den Tintenweg zu verengen, sodass die Tinte durch Kapillarkräfte nach Bedarf fließt. Nach Nichtbenutzung kann durch leichtes Auf- und Abbewegen des ganzen Geräts der Tintenweg wieder gefüllt werden.
Die mit dem Tintenkuli gezogenen Striche sind in jeder Richtung gleich dick. Das Schriftbild unterscheidet sich also von dem einer Schreibfeder und ähnelt dem eines Tintenrollers mit 0,5 Millimeter Schreibbreite oder dem einer Gleichzugfeder. Das ist für technische Zeichnungen von Bedeutung, jedoch für das stilvolle Briefeschreiben ein Nachteil gegenüber dem Füllfederhalter.
Der Tintenkuli ist recht robust; er kann durchaus beim Herunterfallen in einem Holzfußboden stecken und unbeschädigt bleiben. Heute wird der Begriff Tintenkuli synonym auch für Geräte mit Kunststoff-Röhrchenfeder sowie für den Tintenroller verwendet.

## Geschichte

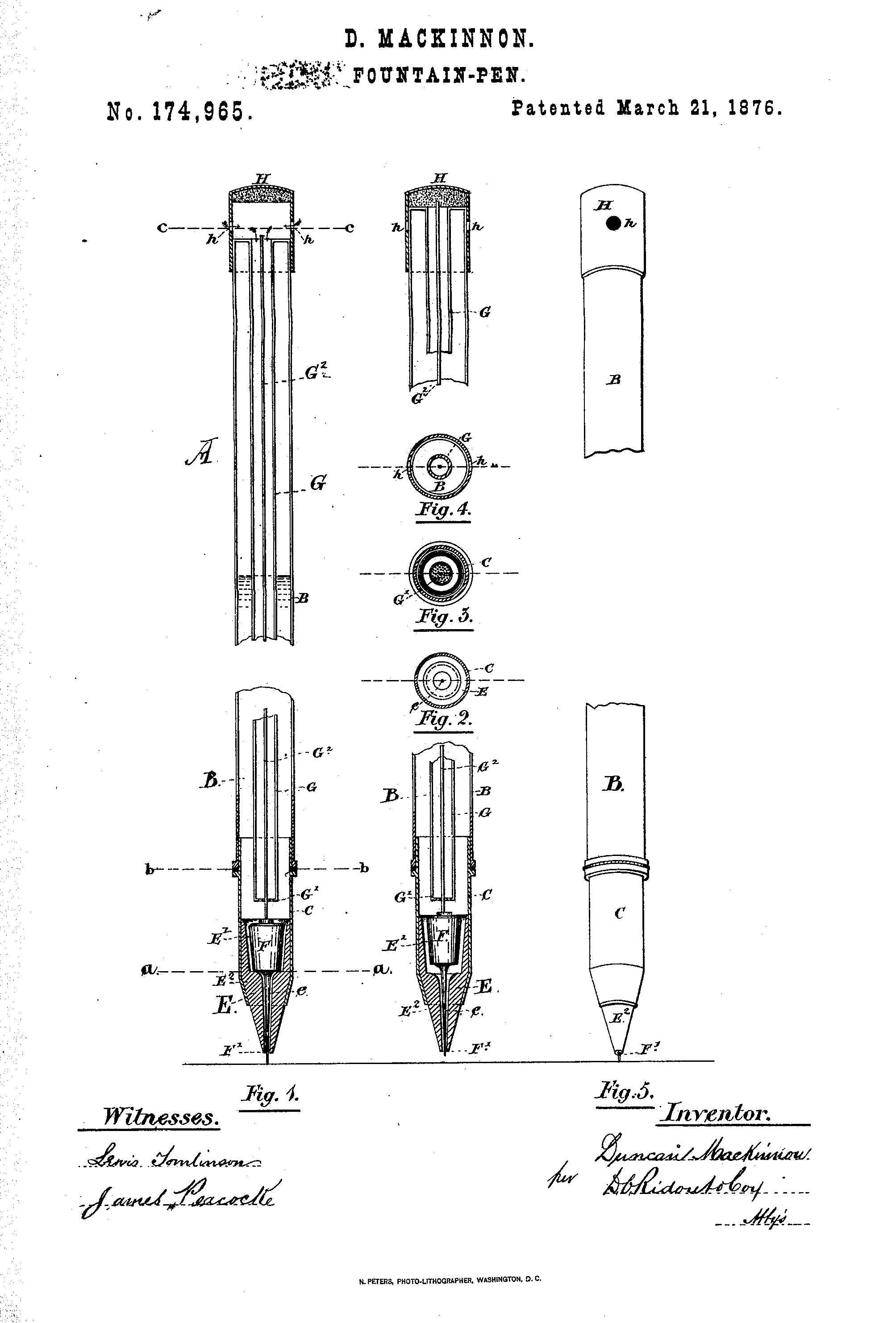
Patentzeichnung von Duncan MacKinnon

Patentiert wurde ein solches Gerät zum ersten Mal im März 1876 vom Kanadier Duncan MacKinnon in den USA als fountain pen (heutiger englischer Begriff für einen Füllfederhalter; US-Patent 174.965). Der Vertrieb durch MacKinnon erfolgte später als MacKinnon Pen oder Fluid Pencil (flüssiger Bleistift). Ein weiteres Patent wurde vom US-Amerikaner Alonzo T. Cross im Januar 1978 eingereicht (US-Patent 199.621).
Der Tintenkuli war in Deutschland etwa von 1928 bis mindestens 1958 im Handel. In den späten 1920er Jahren fanden sich Importe von Tintenkulis. Auf dem hiesigen Markt war der „Tintenkuli“ jedoch meist synonym mit dem gleichnamigen Schreibgerät der Marke Rotring, das 1928 auf den Markt kam und sich auf den gleichnamigen Arbeiter bezog.
Für den technischen Gebrauch wurde aus dem Tintenkuli der Tuschezeichner entwickelt, der insbesondere unter dem Rotring-Markennamen Rapidograph Bekanntheit erlangte. Bis zum Einsatz von Computern ab den 1980er Jahren war der Tuschezeichner das übliche Werkzeug für technische Zeichnungen.